# کنراد فیلیپ کتاک
کنراد فیلیپ کتاک (انگلیسی: Conrad Phillip Kottak، متولد ۶ اکتبر ۱۹۴۲ در آتلانتا، جورجیا) انسان‌شناس اهل ایالات متحده آمریکا است. وی دکترای خود را از دانشگاه کلمبیا دریافت کرد. کتاک تحقیقات گسترده‌ای پیرامون جوامع انسانی ساکن در برزیل و ماداگاسکار انجام داد و نتایج آن را یه صورت کتاب منتشر کرد. وی عضو آکادمی ملی علوم آمریکا از سال ۲۰۰۸ میلادی است. وی معتقد است داستان‌هایی مانند پیشتازان فضا روزی به مثابه داستان‌های اسطوره‌ای رومی و یونانی انگاشته شود.